# Syllitus timorensis
Syllitus timorensis là một loài bọ cánh cứng trong họ Cerambycidae.